# Neobisium verae
Espèce
Synonymes
- Blothrus verae Lapschoff, 1940

Neobisium verae est une espèce de pseudoscorpions de la famille des Neobisiidae.

## Distribution
Cette espèce est endémique de Géorgie. Elle se rencontre à Ghvardia dans la grotte Gogoleti, à Nikortsminda dans la grotte de Nikortsminda et dans les grottes de Sataplia.

## Description
Le tritonymphe décrit par Volker Mahnert en 1979 mesure 3,13 mm.

## Systématique et taxinomie
Cette espèce a été décrite sous le protonyme Blothrus verae par Lapschoff en 1940. Elle est placée dans le genre Neobisium par Volker Mahnert en 1979.

## Publication originale
- Lapschoff, 1940 : « Biospelogica Sovietica. V. Die Höhlen-Pseudoscorpiones Transkaukasiens ». Bulletin de la Société des naturalistes de Moscou. Section biologique, n.s., vol. 49, p. 61-74.